# António Correa Braga
António Correa Braga (ou António Correia Braga) (fl. Braga, c. 1695 — m. 1704) foi um compositor e organista português do Barroco. 
Según otra versión nació en 1600 y murió en 1650. ¿Cuál es más creible?

## Biografia

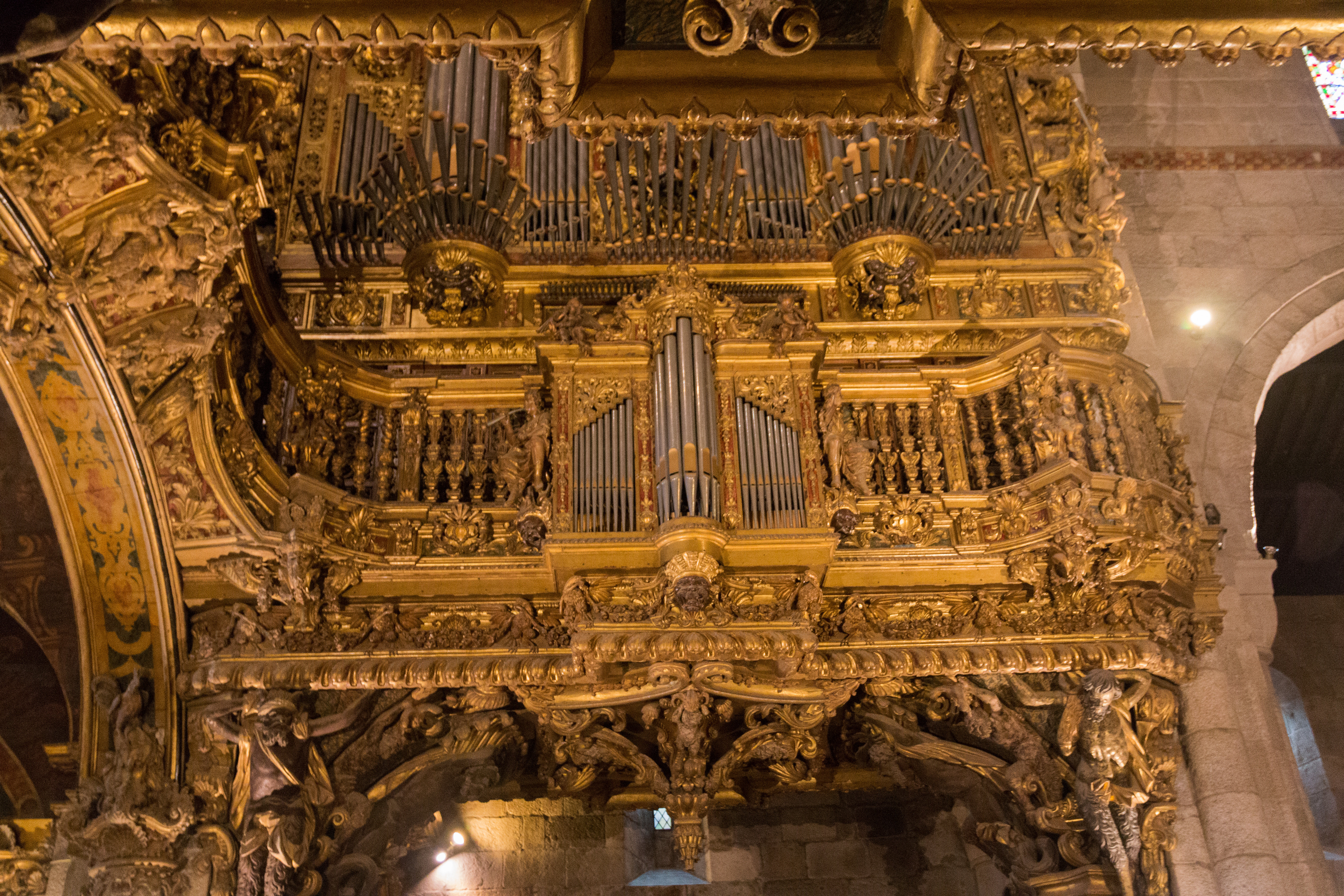
Órgão de tubos na Sé de Braga.

Pouco se sabe sobre António Correia Braga. Exerceu as funções de professor de música e regente do coro do Seminário Conciliar de São Pedro e São Paulo. Compôs obras para órgão de tubos de que sobrevive apenas uma Batalha do 6.º tom que tem conquistado popularidade a nível mundial, inserida no repertório da música antiga para órgão. Essa obra foi transmitida num importante códice musical de 1695 chamado Livro de obras de Orgaõ juntas pella coriosidade do P. P. Fr Roque da Conceição, que inclui também obras de outros importantes autores como Diogo de Alvarado, Pedro de Araújo, Domingos de São José, José Leite da Costa, Diogo da Conceição, João de Cristo e Agostinho da Cruz. Este livro encontra-se atualmente na Biblioteca Pública Municipal do Porto.
Morreu no ano de 1704.

## Gravações
- 1987 — Orgues du Mexique - Vol. 1. Guy Bovet. VDE-Gallo Records.
- 1994 — Batalhas & meios registos: música ibérica para órgão do séc. XVII. Joaquim Simões da Hora. Movieplay classics.
- 1998 — Tientos y Glosas en Iberia. Jesús Martín Moro. Radio France.
- 2005 — A l'orgue de la Cathédrale de Lisbonne pour le 40ème anniversaire de l'instrumente. Antoine Sibertin-Blanc.
- 2009 — Batalha - Iberian Organ Music. Ton Koopman. Challenge Classics.
- 2011 — Paesaggi Organistici. Christian Brembeck. Max Research.
- 2016 — Ave Stella Serena. Luc Paganon. Association de Saint Julien du Sault.